# 毛耳苔科
毛耳苔科为光萼苔目的一科植物。

## 下属分类
- 毛耳苔属 Jubula
- Neohattoria
- Nipponolejeunea